# Neofundulus paraguayensis
Neofundulus paraguayensis är en fiskart som först beskrevs av Eigenmann och Kennedy, 1903.  Neofundulus paraguayensis ingår i släktet Neofundulus och familjen Rivulidae. Inga underarter finns listade i Catalogue of Life.